# 신디 시핸

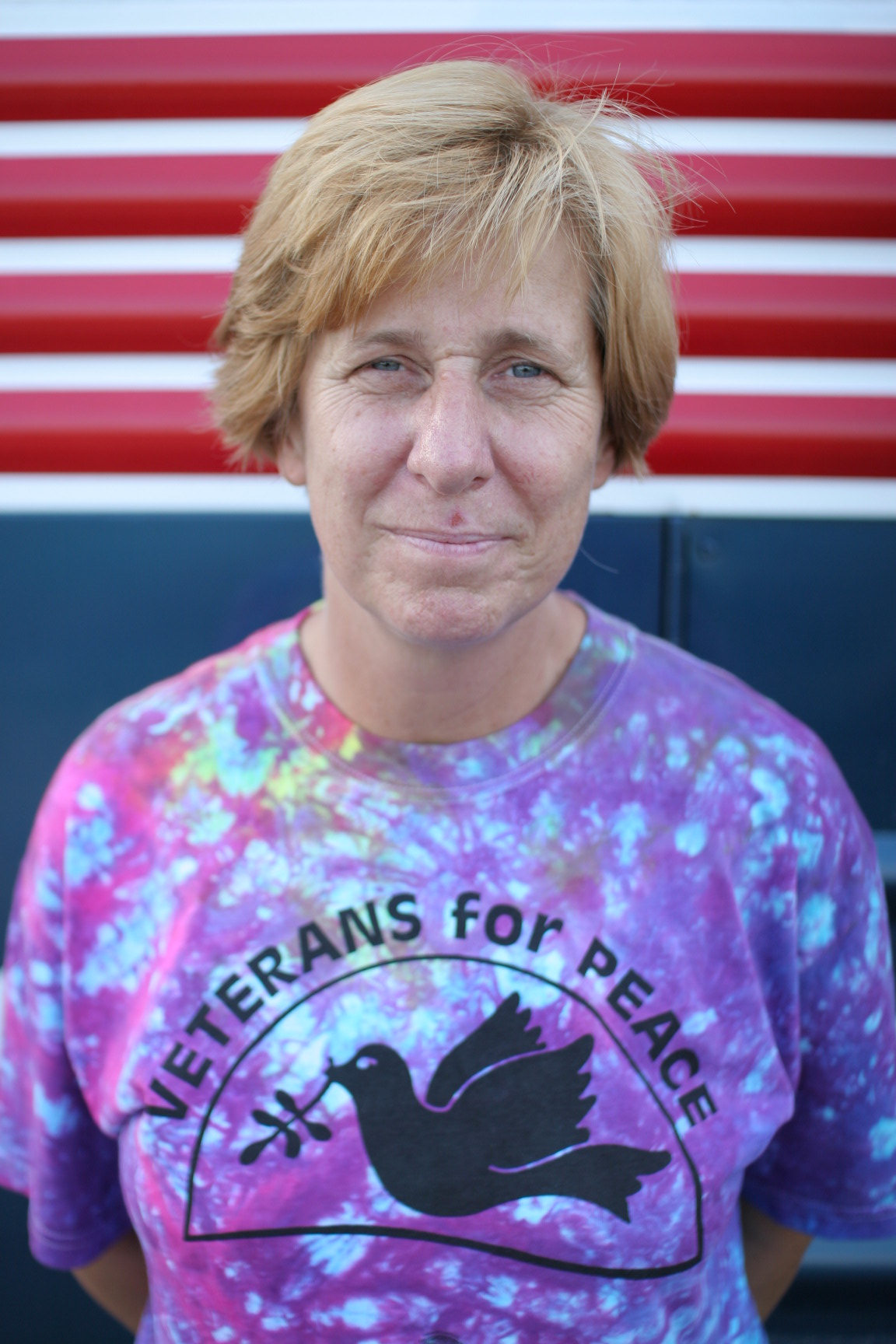
신디 시핸

신디 리 밀러 시핸(Cindy Lee Miller Sheehan, 영어 발음: /ˈʃiːhæn/, 1957년 7월 10일 ~ )은 미국의 반전운동가이다. 아들 케이시 시핸이 이라크에서 군복무를 하다가 전사한 후, 이라크 침공의 부당함을 알리기 위해 반전운동에 뛰어들었다. 2005년 8월 부시 대통령이 휴가차 텍사스주 크로포드의 농장에 왔을 때, 이라크 침공에 반대하는 1인 시위를 벌이면서 유명해졌다. 미국 언론에서는 신디 시핸을 피스 맘(Peace Mom)이라고 부르기도 한다. 2007년 5월 "나는 이제 집에 돌아가서 내가 남은 아이들과 내가 잃은 일부를 다시 찾기 위해 다시 엄마가 되려 합니다."라는 말을 남기고 활동을 중단하였다. 그러나 2007년 7월 8일 스쿠터 리비 사건과 관련된 조지 부시 대통령을 비판하며, 미국하원 낸시 펠로시에 도전하여 미국하원의원에 출마할 것을 고려하고 있다는 발표를 하였다.

## 반전운동
시핸은 이라크 전쟁에 대해 초기부터 의구심을 가지기는 했으나 그녀의 아들이 죽기 전까지는 특별한 활동을 벌이지는 않았다. 군인가족인 시핸과 다른 가족들은 2004년 6월 포트 루이스에서 조지 W. 부시 대통령과 만나기도 하였다. 3개월 후에 아들 케이시 시핸이 전사하였다. 2004년 6월 24일 바카빌 리포터와의 인터뷰에서 "부시 대통령은 매번 왜 전쟁을 치루어야 하는지에 대한 이유를 그 이유가 틀린 것으로 밝혀질 때마다 말을 바꾸어왔다."라고 비판 하였다. 이후 이러한 비판적인 그녀의 말은 본격적으로 전쟁에 반대하는 행동으로 이어졌다.
2005년 1월 대통령 선서기간 동안 시핸은 워싱턴 D.C를 방문하여 전쟁의 참상을 보여주는 전사자들의 부츠를 전시하는 행사의 기조연설을 하였다. 여기서 그녀는 다른 전사자 가족들을 만날 수 있었으며 그들은 비슷한 처지의 전사자 가족들을 모아 단체를 만들기로 하였다. 그녀는 "평화를 위한 금성훈장수상자들의 가족회"의 창단 회원이었으며 2005년 1월부터 이 단체를 통해 미국의 이라크로부터의 철수와 부상자와 전사자들을 돕기 위한 행동에 나섰다.
2005년 8월 휴가를 즐기던 부시 대통령의 프레리차펠 목장 근처에서 대통령 면담과 아들의 죽음에 대한 설명을 요구하는 반전운동을 벌이는 것이 국제적 주목을 받게 되었다. 이후 계속된 반전 운동 활동을 통해 반전운동의 로자 파크스 와 피스 맘(Peace Mom)이라는 별명을 얻게 되었다.

## 역대 선거 결과
| 선거명      | 직책명                           | 대수  | 정당         | 득표율 | 득표수   | 결과 | 당락 |
| ----------- | -------------------------------- | ----- | ------------ | ------ | -------- | ---- | ---- |
| 2008년 선거 | 하원의원 (캘리포니아 제12선거구) | 111대 | 무소속       | 16.17% | 46,118표 | 2위  | 낙선 |
| 2012년 선거 | 미국의 부통령                    | 47대  | 평화와자유당 | 0%     | 0표      | 6위  | 낙선 |